# Le Jeune Ramp et sa Belle
Le Jeune Ramp et sa Belle est un tableau du peintre hollandais de l'âge d'or Frans Hals, peint en 1623 et conservé au Metropolitan Museum of Art de New York. La peinture a également été intitulée Jeune Homme et Femme dans une auberge ou Portrait de Pieter Ramp.

## Description
Le tableau montre le visage d'une femme souriante adossée à un jeune cavalier qui tient une flasque au-dessus de sa tête comme s'il venait de la lui prendre, apparemment dans le cadre d'une blague. De sa main gauche, le jeune cavalier tient la tête d'un chien. Le couple se tient devant un rideau partiellement ouvert qui montre une pièce à l'arrière avec un homme souriant portant un plat et une cheminée allumée derrière lui.

## Titre
Le tableau a longtemps été considéré comme le portrait d'un jeune officier de la Garde civile de Haarlem, Pieter Ramp. Cela a été rejeté cependant car la femme montre une forte ressemblance avec la jeune femme représentée dans le tableau de Hals Fêtards du Mardi Gras, également conservé au Metropolitan Museum. Les deux oeuvres sont aujourd'hui considérées comme des scènes de genre, de sorte que les modèles pourraient être n'importe qui dans le cercle de Hals, comme ses enfants ou ses élèves. Dans son catalogue de 1910 des œuvres de Frans Hals, Hofstede de Groot nota que ce tableau avait une copie à Londres et écrivit : 

« Dans un intérieur un jeune cavalier, vu jusqu'aux hanches, se tient de trois quarts à droite. Il porte un pourpoint avec col et poignets en dentelle et un chapeau à larges bords avec un panache. Dans sa main droite, il tient un verre à vin dont il rit de bon cœur. Il saisit de la main gauche la tête d'un chien, qui se trouve dans le coin inférieur droit. Derrière lui à droite se tient une fille qui sourit au spectateur. Elle pose sa main droite sur son épaule droite et touche son épaule gauche avec sa main gauche. Au fond à droite, une cheminée avec deux longues images. Devant elle s'avance un jeune homme ; il regarde vers la gauche et porte quelque chose. A gauche, à côté de la cheminée, pend un autre tableau. Signé sur le bord de la cheminée, F. Hals 1623 ; toile sur panneau, 42 pouces par 31 pouces. Une répétition de ce tableau se trouve dans la collection Heseltine [vue 140]. Ventes. JA Versijden van Varick, Leyde, 29 octobre 1791, n° 103 (130 florins). Copes van Hasselt de Haarlem, Amsterdam, 20 avril 1880, n° 1. Pourtalès, Paris. En possession du marchand londonien Duveen. Dans la collection de B. Altman, New York »

— 139. JUNKER RAMP ET SA FILLE. B. 13 ; M. 209.
Dans son catalogue de 1989 de l'exposition internationale Frans Hals (qui n'incluait pas cette peinture car elle ne peut jamais être prêtée), l'historien de l'art Seymour Slive a affirmé qu'il s'agissait de la seule œuvre de genre de Hals qui soit datée. Slive a mentionné dans sa discussion sur les quatre évangélistes de Hals qu'une autre interprétation est possible, à savoir que cette peinture pourrait éventuellement être une interprétation de Hals du fils prodigue biblique. La même année où Slive écrivait, l'historien de l'art allemand Claus Grimm a rejeté l'attribution de ce tableau à Frans Hals, bien qu'il ait admis que c'était probablement d'après un tableau de Hals, le qualifiant de copie d'un original perdu.
Le positionnement par Hals des deux personnages avec un personnage majeur accompagné d'un « complice » était commun à plusieurs de ses peintures des années 1620 :

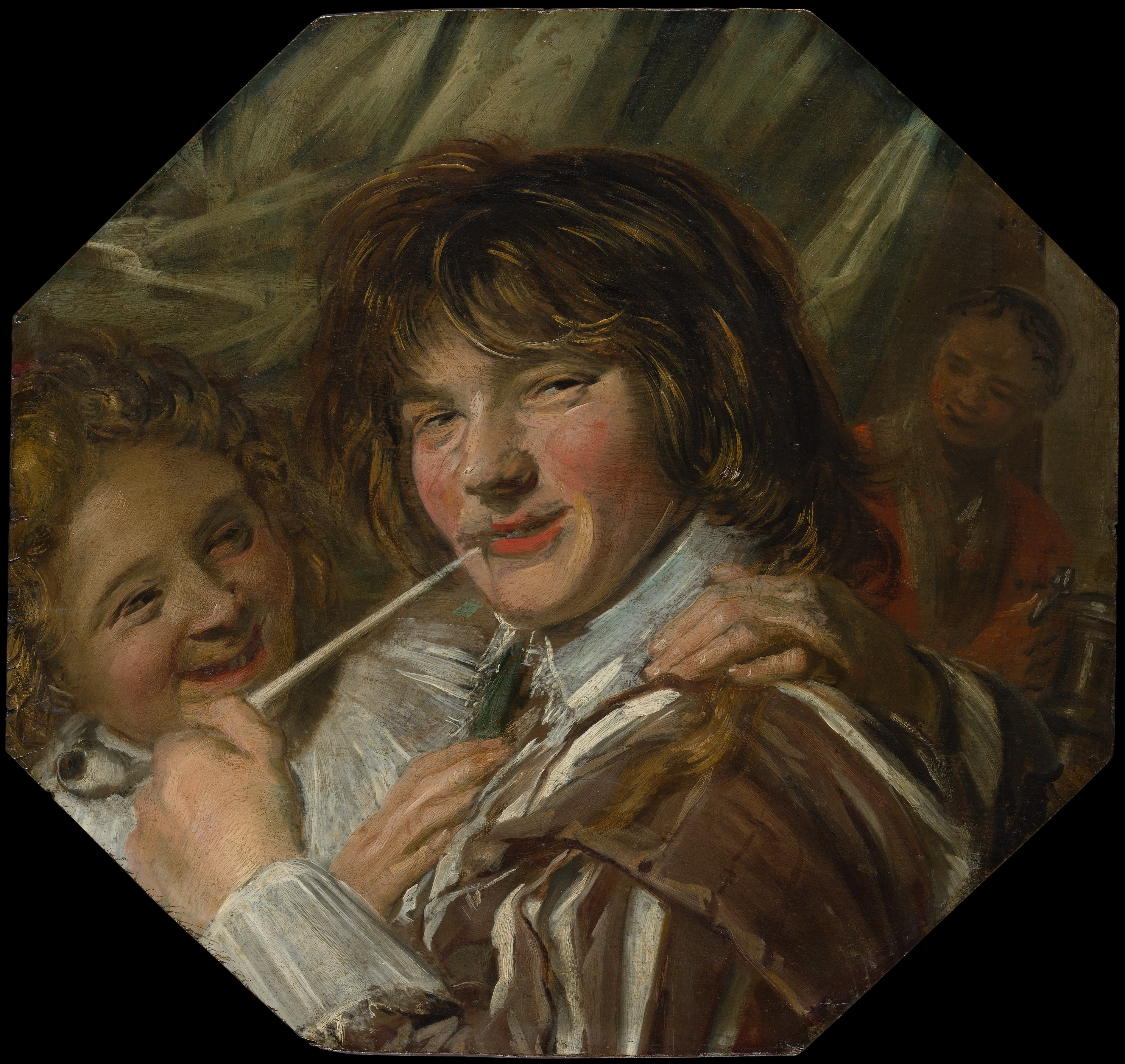
Le Fumeur, avec un complice à gauche et un autre en arrière-plan à droite.
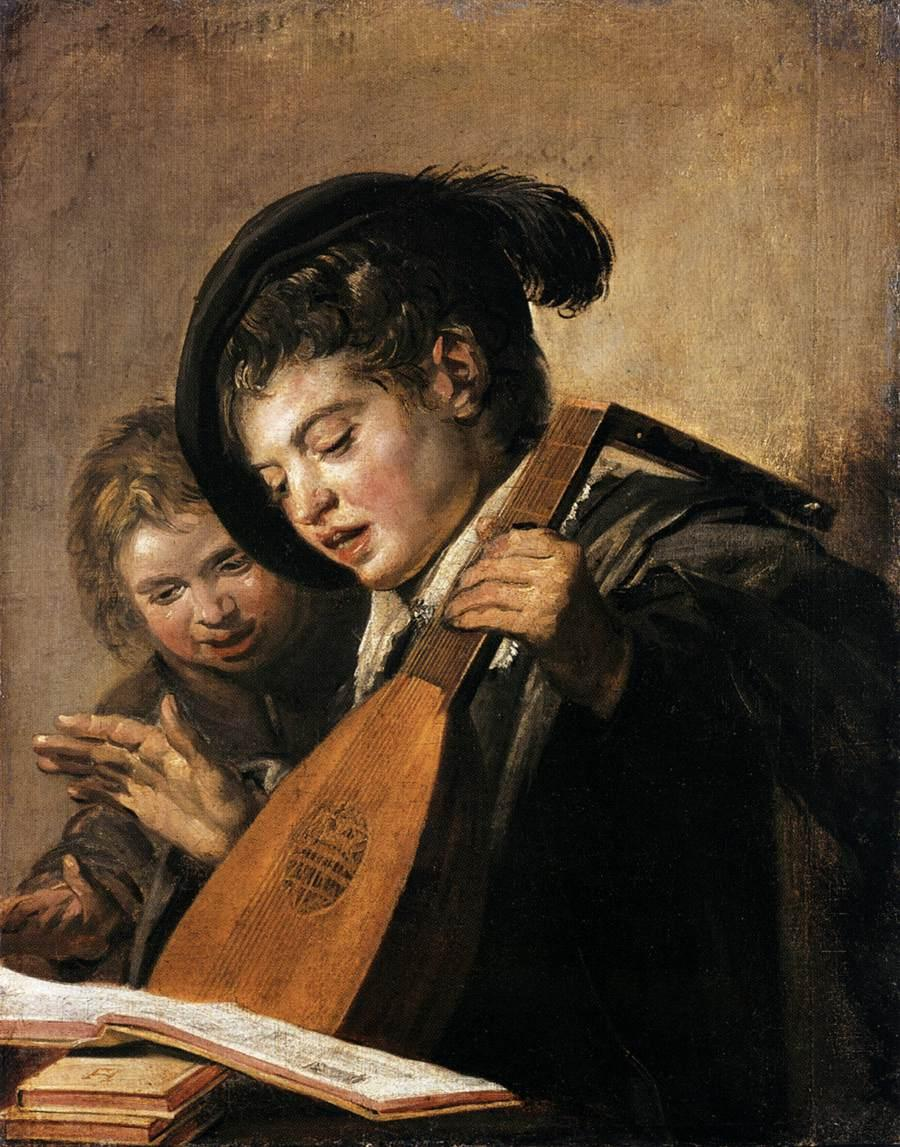
Deux Garçons chantant, avec un complice à gauche.
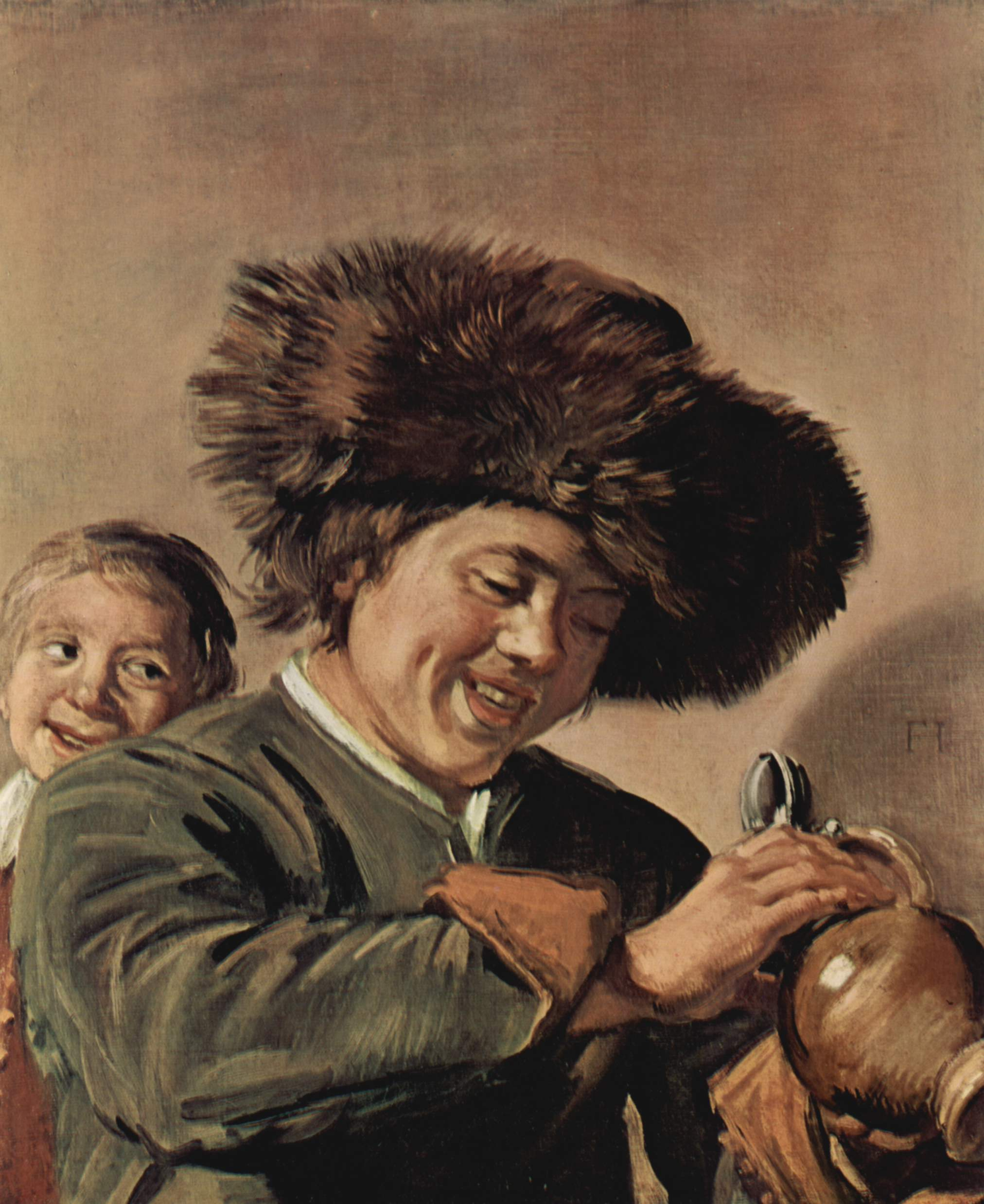
Deux garçons qui rient avec une chope de bière, avec un complice à gauche.
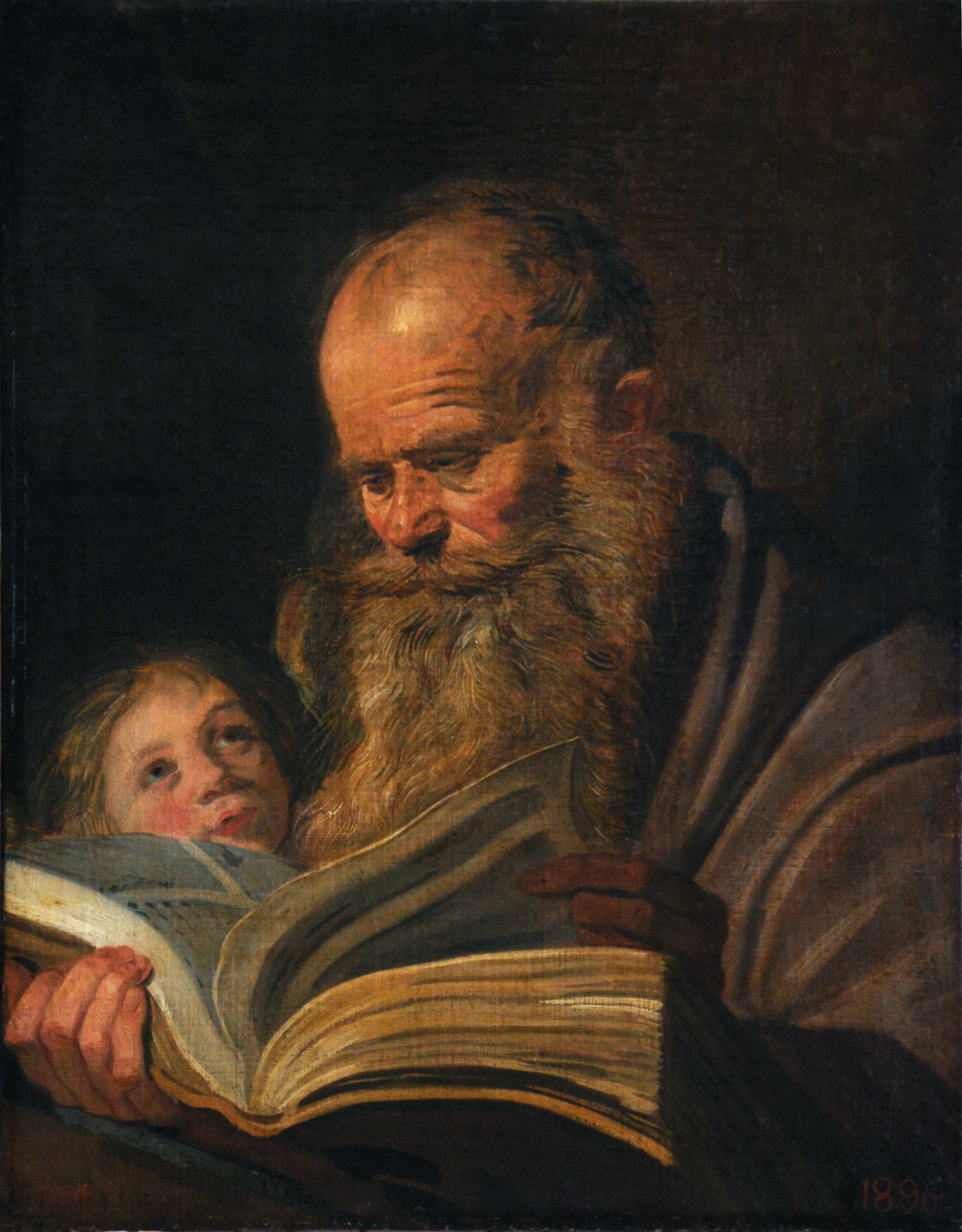
L'Évangéliste Matthieu et l'Ange, avec un complice à gauche.

## Voir également
- Kraantje Lek - une ancienne auberge (maintenant un restaurant) près de Haarlem où ce tableau a (peut-être) été réalisé.